# Lattes (Francia)
Lattes (in occitano Latas) è un comune francese di 16 058 abitanti situato nel dipartimento dell'Hérault nella regione della Linguadoca-Rossiglione.
Nel territorio comunale di Lattes si trova il sito archeologico di Lattara, un'antica città portuale citata più volte da autori latini.

## Società

### Evoluzione demografica
Abitanti censiti